# Koeleria altaica
Koeleria altaica är en gräsart som först beskrevs av Karel Domin, och fick sitt nu gällande namn av Porphyriy Nikitich Krylov. Koeleria altaica ingår i släktet tofsäxingar, och familjen gräs. Inga underarter finns listade i Catalogue of Life.